# Тетрагидрокортизон
Тетрагидрокортизон (3α,5α-тетрагидрокортизон, урокортизон) является стероидным гормоном и неактивным метаболитом кортизона.